# 原子力打撃巡洋艦
原子力打撃巡洋艦（英語: strike cruiser, CSGN）は、アメリカ海軍が計画していた原子力ミサイル・フリゲート（DLGN）ないし原子力ミサイル巡洋艦（CGN）の艦級。
イージスシステムを搭載した強力な大型水上戦闘艦として計画され、スプルーアンス級駆逐艦ベースの通常動力型ミサイル駆逐艦（DDG）とのハイローミックスが予定されていたが、高コストなどの問題から最終的にキャンセルされた。なお、CSGNを補完する予定だったDDGの方は、CSGNの代替としてその要素の一部を取り込んだ後、最終的にタイコンデロガ級ミサイル巡洋艦として結実している。

## 来歴
アメリカ海軍は、第二次世界大戦末期より、全く新しい艦隊防空火力として艦対空ミサイル（SAM）の開発に着手していた。戦後も、ジェット機の発達に伴う経空脅威の増大を受けて開発は拡大され、1956年にはテリア、1959年にタロス、そして1962年にターターが艦隊配備された。これらは3Tと通称され、タロスはミサイル巡洋艦、テリアはミサイルフリゲート（DLG）、そしてターターはミサイル駆逐艦（DDG）に搭載されて広く配備された。また経空脅威の増大が続いていることを踏まえて、1958年からは、早くも3Tの次の世代の防空システムとしてタイフォン・システムの開発を開始していたが、これは要求性能の高さに対する技術水準の低さ、統合システムの開発への経験不足により難渋し、1963年にキャンセルされた。ただしその過程で開発された改良型の固体燃料ロケットは、テリアとターターの共通化を進めた発展型であるスタンダードミサイルに引き継がれた。
タイフォンの挫折を受け、1963年11月より先進水上ミサイル・システム（ASMS）計画が開始され、1969年にはイージス計画と改称した。1967年のエイラート撃沈事件、1970年にソ連が行なったオケアン70演習を受けて開発は加速され、1973年からはテストサイトでの地上試験、そして1975年には試作機を実験艦「ノートン・サウンド」に艤装しての洋上試験が開始された。
ASMS計画当初、このシステムは、次期原子力ミサイル駆逐艦（DXGN）の後期建造艦から搭載される予定であった。1970年に海軍作戦部長に就任したズムウォルト大将はこれを修正し、より小さく簡素なガスタービン主機の駆逐艦（DG/Aegis）に搭載することとしたが、1974年に海軍作戦部長がホロウェイ大将に交代すると、再び原子力艦への搭載へと修正された。
この頃には、DXGN計画から発展したバージニア級（DLGN-38級）が既に建造に入っていた。同級は、後期建造艦でのASMS搭載を見込んで、新設計の船体と高度に統合された戦闘システムを備えていたものの、実際に開発されたイージスシステムは、同級にそのまま搭載することは困難であった。このことから、イージス搭載に適合化した原子力ミサイル駆逐艦としてDG(N)計画が着手され、1974年1月の時点では満載10,708トンとなる予定であった。
しかし同年7月、ホロウェイ大将はこの計画は消極的過ぎるとして中止させた。そしてかわりに推進されたのが本計画であり、概念設計は1975年5月に完了した。

## 設計

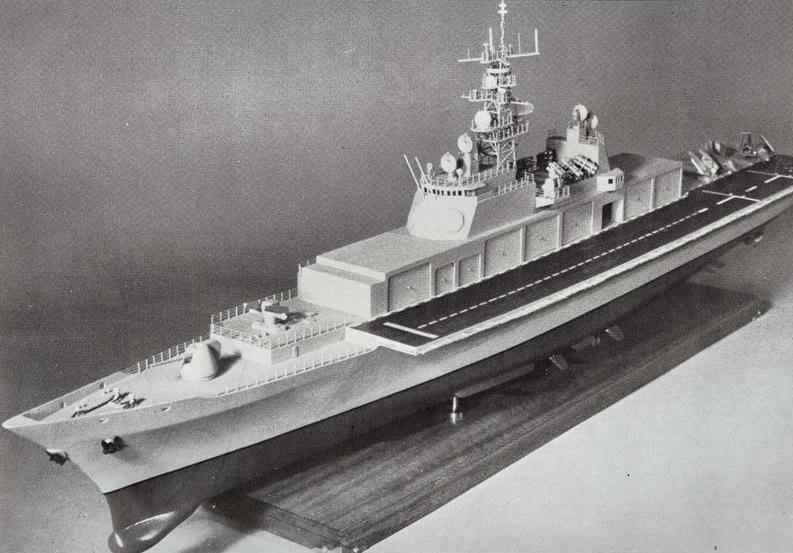
CSGN Mk.IIの模型

当初は排水量の圧縮が重視されており、D2G原子炉による原子力ミサイル・フリゲート（DLGN）の機関では30ノットの速力を確保できないものと見積もられていたが、1975年には、排水量の増大を許容してでも船体を延長して造波抵抗を低減するとともに、機関を強化して30ノットの速力を確保することとなった。これに伴い、船体規模は、駆逐艦というよりは従来の巡洋艦に近いものとなっていった。この艦型の拡大もあって、駆逐艦小艦隊や水陸両用作戦を指揮できる、充実した旗艦設備が予定されていた。
船体の延長に伴い、抗堪性を重視して、原子炉区画はシフト配置とされた。また船体の大型化により、戦闘指揮所（CIC）など枢要区画の一部は水線下に配置されている。なお船体およびレーダーには装甲を施すこととなっていたが、これは戦後のアメリカ水上戦闘艦としては初の措置であった。
上記の経緯より、主要な装備としてイージスシステム（AWS）が搭載された。AN/SPY-1多機能レーダーの4面のパッシブ・フェーズドアレイ・アンテナは、当初設計では前後の上部構造物に2面ずつ配される予定とされていた。その後、アンテナ面の調整やケーブル長の短縮の観点から、1つの上部構造物に集中配置するように変更されたが、これは甲板上レイアウトの制約となった。SM-2MR艦対空ミサイル及びアスロック対潜ミサイルの発射プラットフォームとしては、Mk.26 GMLSが2基搭載された。本級の場合、2基いずれも64発を収容できるMk.26 mod.2が予定されており、これは艦首尾甲板にダブル・エンダーに配置された。
また本級では、対地・対水上戦能力が重視されたことから、艦砲を55口径203mm砲（Mk.71 8インチ砲）とするとともに、ハープーン艦対艦ミサイルおよびトマホーク巡航ミサイルの搭載も予定された。なお、艦砲の発砲時の噴煙とミサイル発射機との干渉を避けるとともに、艦首方向から接近する目標への射界を確保するため、1番砲はかなり艦首寄りに配された。
艦載機としては、当初計画ではLAMPSヘリコプター2機が予定されていた。その後、海軍艦船技術センターのレオポルド技術部長により、STOVL軽空母としての機能をもたせた試案が作成された。このCSGN Mk.IIは、満載排水量24,648トン・全長222.5メートルまで大型化し、アングルド・デッキとして全通飛行甲板を備えて、ヘリコプター2機に加えて垂直離着陸機6機の搭載に対応した。ソ連海軍の1143型航空巡洋艦（キエフ級軽空母）のアメリカ版といえる設計だったが、同級とは異なり、搭載機はハンガーデッキではなく大きな上部構造物内の格納庫に収容されることになっていた。

## 計画の中止
CSGNは上記の通りに強力な戦闘艦とされたが、当然のように高コストの艦でもあった。このことから、ズムウォルト大将が検討させていたようなガスタービン主機のミサイル駆逐艦の案が復活することになり、CSGN 8隻と在来動力型ミサイル駆逐艦（DDG）16隻によるハイローミックスが予定された。DDGは1977年度計画から、CSGNは1978年度計画からの建造が予定されていたが、議会はCSGNの建造を差し止めるかわりに「ロングビーチ」をCSGNのプロトタイプとして改装するよう予算を振り替えた。
しかし1977年1月17日、フォード政権は改修を中止させ、続くカーター政権はCSGN計画の見直しを指示した。かわってバージニア級を発展させたCGN-42の設計が着手されたものの、当初5隻が予定されていた建造数は、1978年3月には1983年度計画の1隻のみに削減され、1981年2月にはその建造も中止された。一方、DDGの計画は、最終的にタイコンデロガ級ミサイル巡洋艦として結実し、1978年度より建造が開始された。